# Kruna Protektorata Bohemije i Moravske
Kruna, poznata kao Protektoratska kruna (češ. Protektorátní koruna), je bila valuta Protektorata Češka i Moravska za vreme Drugog svetskog rata (između 1939. i 1945)
Bila je podeljena na 100 halera (češ. haléřů). Zamenila je čehoslovačku krunu nakon okupacije i poslednjeg dela predratne Čehoslovačke. Nakon posleratnog vaskrsnuća Čehoslovačke, zamenila ju je vaspostavljena Čehoslovačka kruna.
Postojale su kovanice od 10, 20 i 50 halera i 1 krune. Sve su bile od cinka i sve osim 1 krune, na reversu su bile vrlo slične ranijoj čehoslovačkoj kruni. 
Novčanice su bile u apoenima od 1, 5, 10, 20, 50, 100, 500, 1000 i 5000 kruna.